# Fotbal Club Politehnica Timișoara
Maillots
Le Fotbal Club Politehnica Timișoara est un club roumain de football basé à Timișoara.
En 2003 l'homme d'affaires italien Claudio Zambon (ancien propriétaire du club) crée à Bucarest une société appelé « FC Poletehnica SA Timișoara » et porte réclamation auprès du Tribunal arbitral du sport afin de contraindre le club à changer de nom. Le TAS rendra son jugement en avril 2008 et impose au club de changer son nom en FC Timișoara.

## Historique
- 1921 : fondation du club sous le nom de FC Politehnica Timișoara
- 1948 : le club est renommé CSU Timișoara
- 1948 : 1re participation au championnat de 1re division (saison 1948/49)
- 1950 : le club est renommé Știința Timișoara
- 1966 : le club est renommé FC Politehnica Timișoara
- 1978 : 1re participation à une Coupe d'Europe (C3, saison 1978-1979)
- 2002 : le club est renommé FC Politehnica AEK Timișoara
- 2004 : le club est renommé FCU Politehnica Timișoara
- 2008 : le club est renommé FC Timișoara
- 2009 : 1re participation à la Ligue des champions

## Palmarès et records

### Palmarès
| Compétitions nationales | Compétitions internationales |
| - Championnat de Roumanie - Vice-champion (2) : 2009 et 2011. - Championnat de Roumanie de deuxième division - Champion (10): 1948, 1952, 1960, 1965, 1973, 1984, 1987, 1989, 1995 et 2012. - Vice-champion (2) : 1944 et 1971. - Coupe de Roumanie - Vainqueur (2): 1958 et 1980. - Finaliste (6): 1974, 1981, 1983, 1992, 2007 et 2009. |                              |

## Ancien logo

## Personnalités

### Joueurs
- Ovidiu Cuc
- Paul Codrea
- Cosmin Contra
- Helder Ferreira
- Jonathan McKain
- Dumitru Nadu
- Daré Nibombé
- Cicerone Manolache
- Viorel Moldovan
- Costel Pantilimon
- Lucian Popescu
- Iasmin Latovlevici
- Winston Parks
- Tosaint Ricketts
- Iosif Rotariu
- Marcel Sabou
- Alin Stoica
- Ion Timofte
- Gabriel Torje
- Dare Vršič
- Ianis Zicu

## Parcours en coupes d'Europe

### Matches
| 1978-1979 - Coupe UEFA          |       |                    |
| Trente-deuxième de finale       |       |                    |
| FC Timişoara                    | 2 - 0 | MTK Budapest       |
| MTK Budapest                    | 2 - 1 | FC Timişoara       |
| Seizième de finale              |       |                    |
| Budapest Honvéd                 | 4 - 0 | FC Timişoara       |
| FC Timişoara                    | 2 - 0 | Budapest Honvéd    |
| 1980-1981 - Coupe des coupes    |       |                    |
| Premier tour                    |       |                    |
| Celtic FC                       | 2 - 1 | FC Timişoara       |
| FC Timişoara                    | 1 - 0 | Celtic FC          |
| Huitième de finale              |       |                    |
| West Ham United                 | 4 - 0 | FC Timişoara       |
| FC Timişoara                    | 1 - 0 | West Ham United    |
| 1981-1982 - Coupe des coupes    |       |                    |
| Tour préliminaire               |       |                    |
| FC Timişoara                    | 2 - 0 | Lokomotive Leipzig |
| Lokomotive Leipzig              | 5 - 0 | FC Timişoara       |
| 1990-1991 - Coupe UEFA          |       |                    |
| Trente-deuxième de finale       |       |                    |
| FC Timişoara                    | 2 - 0 | Atlético de Madrid |
| Atlético de Madrid              | 1 - 0 | FC Timişoara       |
| Seizième de finale              |       |                    |
| Sporting Portugal               | 7 - 0 | FC Timişoara       |
| FC Timişoara                    | 2 - 0 | Sporting Portugal  |
| 1992-1993 - Coupe UEFA          |       |                    |
| Trente-deuxième de finale       |       |                    |
| FC Timişoara                    | 1 - 1 | Real Madrid        |
| Real Madrid                     | 4 - 0 | FC Timişoara       |
| 2008-2009 - Coupe UEFA          |       |                    |
| Premier tour                    |       |                    |
| FC Timişoara                    | 1 - 2 | Partizan Belgrade  |
| Partizan Belgrade               | 1 - 0 | FC Timişoara       |
| 2009-2010 - Ligue des champions |       |                    |
| Troisième tour                  |       |                    |
| Shakhtar Donetsk                | 2 - 2 | FC Timişoara       |
| FC Timişoara                    | 0 - 0 | Shakhtar Donetsk   |
| Barrage                         |       |                    |
| FC Timişoara                    | 0 - 2 | VfB Stuttgart      |
| VfB Stuttgart                   | 0 - 0 | FC Timişoara       |
| 2009-2010 - Ligue Europa        |       |                    |
| Phase de groupes                |       |                    |
| Ajax Amsterdam                  | 0 - 0 | FC Timişoara       |
| FC Timişoara                    | 0 - 3 | Dinamo Zagreb      |
| FC Timişoara                    | 0 - 0 | RSC Anderlecht     |
| RSC Anderlecht                  | 3 - 1 | FC Timişoara       |
| FC Timişoara                    | 1 - 2 | Ajax Amsterdam     |
| Dinamo Zagreb                   | 1 - 2 | FC Timişoara       |
| 2010-2011 - Ligue Europa        |       |                    |
| Troisième tour                  |       |                    |
| MyPa 47                         | 1 - 2 | FC Timişoara       |
| FC Timişoara                    | 3 - 3 | MyPa 47            |
| Barrage                         |       |                    |
| FC Timişoara                    | 0 - 1 | Manchester City    |
| Manchester City                 | 2 - 0 | FC Timişoara       |

### Adversaires européens
- MTK Budapest
- Budapest Honvéd
- Celtic FC
- West Ham United
- Manchester City
- Lokomotive Leipzig
- VfB Stuttgart
- Atlético de Madrid
- Real Madrid
- Sporting Portugal
- Partizan Belgrade
- Shakhtar Donetsk
- Ajax Amsterdam
- RSC Anderlecht
- Dinamo Zagreb
- MyPa 47